# 레나토 타피아
레나토 파브리시오 타피아 코르티호(스페인어: Renato Fabrizio Tapia Cortijo, 1995년 7월 28일 ~ )는 페루의 축구 선수이다. 그는 현재 UAE 프로리그의 알와슬에서 뛰고 있다.